# Radoslav Sís
Radoslav Sís (Brno, 22 maggio 1928 – 26 ottobre 1989) è stato un cestista e allenatore di pallacanestro cecoslovacco.

## Carriera
Vinse la medaglia d'argento ai Campionati europei del 1955.

## Palmarès

### Giocatore
- Campionato cecoslovacco: 13

Sokol Brno I: 1947-48, 1948-49, 1949-50, 1950-51, 1951, 1957-58, 1961-62, 1962-63
Slavia Brno: 1952, 1953
ATK Praga: 1953-54, 1954-55, 1955-56